# Єдлінський привілей
Є́длінський привіле́й, або Єдлінсько-краківський привілей (пол. Przywilej jedlneńsko-krakowski) — акт, виданий 1430 року польським королем, Великим князем Литовським та Руським Ягайлом у селі Єдльна (пол. Jedlna, нині Єдльня пол. Jedlnia) .
Єдлінський привілей поширив шляхетські привілеї Королівства Польщі на всі землі країни (литовські, українські та білоруські). Дія Єдлінського привілею поширювалась на Галичину, а пізніше на українські землі, що перебували в складі ВКЛ. Цей акт надавав привілеї як світським, так і церковним землевласникам і затверджував положення, за яким претендент на польський трон міг зайняти його лише в тому разі, якщо підтвердить усі привілеї шляхти, видані раніше.
Єдлінський привілей був ще одним кроком на шляху послаблення централізованої влади у Речі Посполитій. Українську (зокрема галицьку) шляхту Єдлінським привілеєм було зрівняно з польською, що практично означало зміцнення її феодальних прав щодо селянства, зокрема заміну великокнязівського та копного суду поміщицьким судом.